# Казаджове
Казаджове (італ. Casagiove) — муніципалітет в Італії, у регіоні Кампанія,  провінція Казерта.
Казаджове розташоване на відстані близько 180 км на південний схід від Рима, 27 км на північ від Неаполя, 2 км на захід від Казерти.
Населення — 13 678 осіб (2014).

## Демографія
Населення за роками:

Станом на 1 січня 2023 року в муніципалітеті офіційно проживали 554 іноземці з 45 країн, серед них 73 громадяни країн Євросоюзу та 186 громадян України.

## Сусідні муніципалітети
- Казапулла
- Казерта
- Капуа
- Рекале
- Сан-Нікола-ла-Страда
- Сан-Приско